# Kilrush
Kilrush (iriska: Cill Rois) är en ort i republiken Irland.   Den ligger i grevskapet An Clár och provinsen Munster, i den västra delen av landet, 230 km väster om huvudstaden Dublin. Kilrush ligger 16 meter över havet och antalet invånare är 2 712.
Terrängen runt Kilrush är platt. Havet är nära Kilrush åt sydväst. Runt Kilrush är det ganska glesbefolkat, med 22 invånare per kvadratkilometer. Kilrush är det största samhället i trakten. 